# Kevin Shattenkirk
Kevin Shattenkirk (ur. 29 stycznia 1989 w Greenwich, Connecticut) – amerykański hokeista, reprezentant USA, olimpijczyk.
Jego brat Keith (ur. 1985) także został hokeistą.

## Kariera
- Brunswick School (2004-2005)
- U.S. National U17 Team (2005)
- U.S. National U18 Team (2005-2007)
- Boston University (2007-2010)
- Lake Erie Monsters (2010)
- Colorado Avalanche (2010-2011)
- St. Louis Blues (2011-2017)
  -  TPS (2012-2013)
- Washington Capitals (2017-2017)
- New York Rangers (2017-2019)
- Tampa Bay Lightning (2019-2020)
- Anaheim Ducks (2020-)

Występował w ligach amerykańskich USDP, NAHL. W drafcie NHL z 2007 został wybrany przez Colorado Avalanche i od tego roku przez trzy sezony grał w drużynie uczelni Boston University w akademickiej lidze NCAA. W kwietniu 2010 podpisał kontrakt z Colorado, tymczasowo grał w zespole farmerskim w lidze AHL. W lidze NHL zadebiutował od sezonu 2010/2011 w drużynie Lawin. W lutym 2011 został zawodnikiem St. Louis Blues. Od końca listopada 2012 do stycznia 2013 na okres lokautu w sezonie NHL (2012/2013) związany kontraktem z fińskim klubem TPS w lidze SM-liiga. W czerwcu 2013 przedłużył kontrakt z St. Louis o cztery lata. Od końca lutego 2017 zawodnik Washington Capitals. Od lipca 2017 zawodnik New York Rangers. W sierpniu 2019 przeszedł do Tampa Bay Lightning. W październiku 2020 przeszedł do Anaheim Ducks, podpisując trzyletni kontrakt.

## Kariera reprezentacyjna
Został reprezentantem USA. Występował w kadrze juniorskiej kraju na turniejach mistrzostw świata do lat 17 w 2006, mistrzostw świata do lat 18 w 2007, mistrzostw świata do lat 20 w 2009. W kadrze seniorskiej uczestniczył w turniejach mistrzostw świata w 2011 oraz zimowych igrzysk olimpijskich 2014.

## Sukcesy

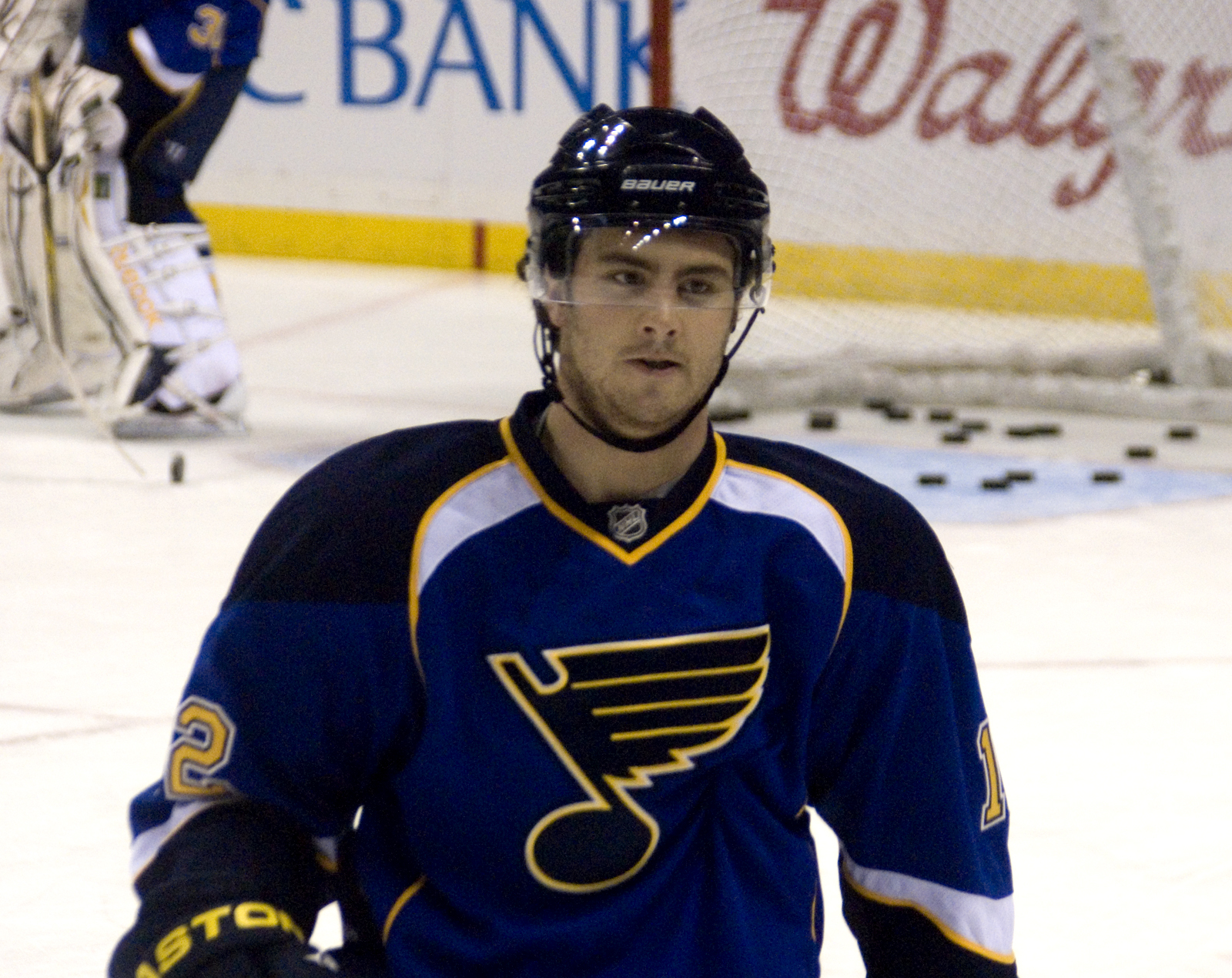
Kevin Shattenkirk w barwach St. Louis Blues (2011)

Reprezentacyjne
- Srebrny medal mistrzostw świata juniorów do lat 17: 2006
- Srebrny medal mistrzostw świata juniorów do lat 18: 2007

Klubowe
- Mistrzostwo NCAA: 2009 z Boston University
- Mistrzostwo dywizji NHL: 2012 z St. Louis Blues
- Puchar Stanleya: 2020 z Tampa Bay Lightning

Indywidualne
- Mistrzostwa świata do lat 18 w hokeju na lodzie mężczyzn 2007/Elita:
  - Czwarte miejsce w klasyfikacji kanadyjskiej wśród obrońców turnieju: 5 punktów[10]
  - Jeden z trzech najlepszych zawodników reprezentacji na turnieju[11]
  - Skład gwiazd turnieju[12]
  - Najlepszy obrońca turnieju[11]
- NCAA (Wschód) 2008/2009:
  - Drugi skład gwiazd
  - Drugi skład gwiazd Amerykanów
- Mistrzostwa Świata Juniorów w Hokeju na Lodzie 2009/Elita:
  - Drugie miejsce w klasyfikacji asystentów turnieju: 8 asyst[13]
  - Pierwsze miejsce w klasyfikacji asystentów wśród obrońców turnieju: 8 asyst[14]
  - Trzecie miejsce w klasyfikacji kanadyjskiej wśród obrońców turnieju: 9 punktów[14]
  - Jeden z trzech najlepszych zawodników reprezentacji na turnieju[15]